# 邁卡群島
69°20′S 68°36′W / 69.333°S 68.600°W
邁卡群島（英語：Mica Islands），是南極洲的群島，位於葛拉漢地西岸的法利埃海岸，處於格恩西山以西13公里和傑里米角東北面11公里，在1936年由英國探險隊拍攝的空中照片，現時由南極條約體系管理。